# Kissinger cables
Pour les articles homonymes, voir Kissinger.

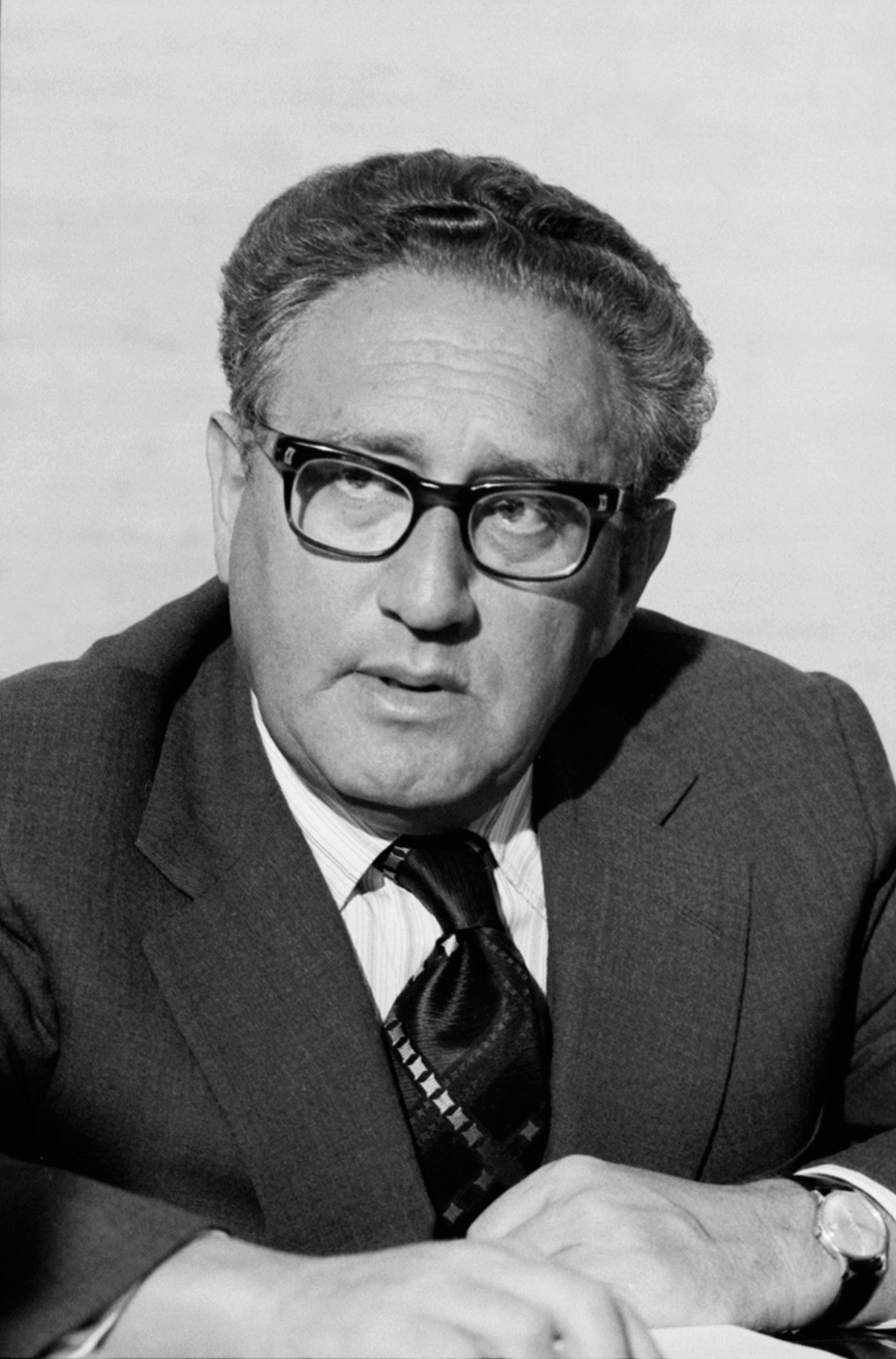
Henry Kissinger en 1976

Les Kissinger cables (littéralement, « Câbles [diplomatiques] de Kissinger ») désignent 1,7 million de documents diplomatiques et de renseignements produits par les États-Unis entre 1973 et 1976 pendant qu'Henry Kissinger était secrétaire d'État et conseiller à la sécurité nationale qui ont été publiés par WikiLeaks le 8 avril 2013,,. Ces documents sont déclassifiés et publiés par le gouvernement américain. 200 000 documents concernent Henry Kissinger. Les documents peuvent être consultés et recherchés grâce à un moteur de recherche créé par WikiLeaks et la société française Journalism++,. Kissinger a rédigé plusieurs câbles qui justifient ou expliquent ses activités, lesquels sont au nombre de 205 901.
L'un des câbles rapporte que Kissinger aurait dit : « L'illégal on le fait maintenant ; l'inconstitutionnel prend un peu plus de temps,,. »

### Citations originales
1. ↑  (en) « The illegal we do immediately; the unconstitutional takes a little longer. »